# Lissowi Hryniwzi
Lissowi Hryniwzi (ukrainisch Лісові Гринівці; russisch Лесовые Гриневцы Lessowyje Grinewzy) ist ein Dorf in der ukrainischen Oblast Chmelnyzkyj mit etwa 2800 Einwohnern (2015).

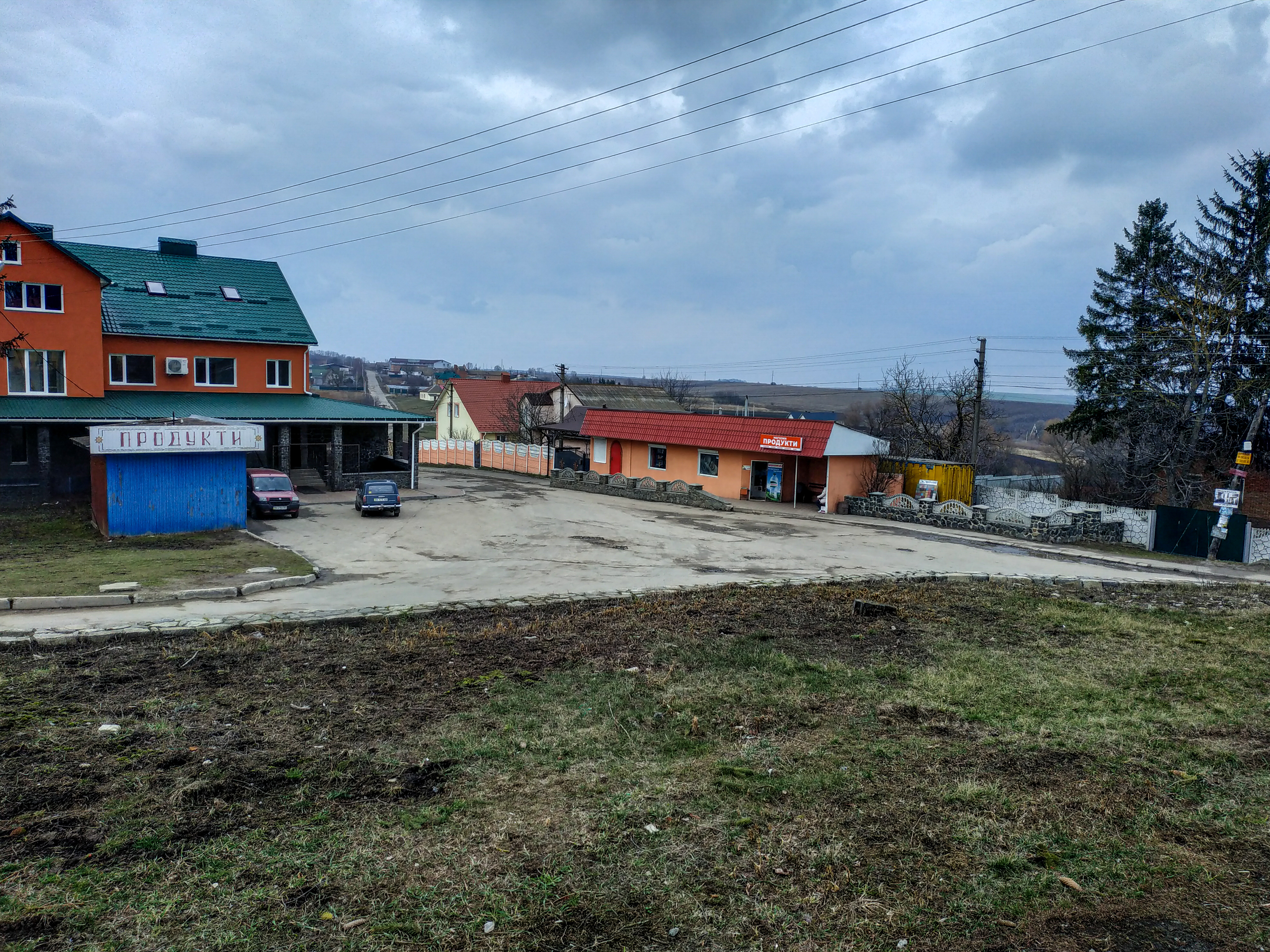
Blick in den Ort

Das 1735 erstmals schriftlich erwähnte Dorf liegt 2 km westlich der Fernstraße N 03 zwischen dem 8 km südlich liegenden Stadtzentrum der Oblasthauptstadt Chmelnyzkyj und Starokostjantyniw.

## Verwaltungsgliederung
Am 13. August 2015 wurde das Dorf zum Zentrum der neugegründeten Landgemeinde Lissowi Hryniwzi (Лісовогринівецька сільська громада/Lissowohryniwezka silska hromada). Zu dieser zählen auch die 13 in der untenstehenden Tabelle aufgelisteten Dörfer, bis dahin bildete es zusammen mit dem Dorf Skarschynzi die gleichnamige Landratsgemeinde Lissowi Hryniwzi (Лісовогринівецька сільська рада/Lissowohryniwezka silska rada) im Norden des Rajons Chmelnyzkyj.
Folgende Orte sind neben dem Hauptort Lissowi Hryniwzi Teil der Gemeinde:
| Name                     | Name        | Name                      |
| ukrainisch transkribiert | ukrainisch  | russisch                  |
| ------------------------ | ----------- | ------------------------- |
| Arkadijiwzi              | Аркадіївці  | Аркадиевцы (Arkadijewzy)  |
| Chodakiwzi               | Ходаківці   | Ходаковцы (Chodakowzy)    |
| Hnatiwzi                 | Гнатівці    | Гнатовцы (Gnatowzy)       |
| Klymaschiwka             | Климашівка  | Климашовка (Klimaschowka) |
| Molomolynzi              | Моломолинці | Моломолинцы (Molomolynzy) |
| Paschkiwzi               | Пашківці    | Пашковцы (Paschkowzy)     |
| Petschesky               | Печеськи    | Печески (Petscheski)      |
| Redwynzi                 | Редвинці    | Редвинцы (Redwinzy)       |
| Schpytschynzi            | Шпичинці    | Шпичинцы (Schpitschinzy)  |
| Skarschynzi              | Скаржинці   | Скаржинцы (Skarschinzy)   |
| Stuftschynzi             | Стуфчинці   | Стуфчинцы (Stuftschinzy)  |
| Tereschiwzi              | Терешівці   | Терешевцы (Tereschewzy)   |
| Tyraniwka                | Тиранівка   | Тирановка (Tiranowka)     |